# Alliance des forces nationales (Tchéquie)
Pour les articles homonymes, voir Alliance des forces nationales.
L'Alliance des forces nationales (en tchèque : Aliance národních sil, ANS), était un mouvement politique tchèque, créé en 2011 sous le nom d'Občané.
Il est de gauche et occupe des positions nationalistes et eurosceptiques. C'est pourquoi, avec les partis avec lesquels il coopère, il s’aligne généralement sur l’extrême droite. Le parti a été créé le 4 juillet 2011 et son premier président était Ludvík Adámek. En 2018, Vladimíra Vítová (cs) était devenue présidente et le mouvement a été rebaptisé Alliance des forces nationales.